# Kinolingult

Antalet sulfonater n, kan varieras beroende på önskad vattenlöslighet.

Kinolingult är ett artificiellt färgämne som används inom livsmedelsindustrin, då med E-numret E 104. Det finns både som spritlösligt eller vattenlösligt. Kemiskt är det ett kinolinderivat och en indandion.
Färgämnet är förbjudet i USA, Japan, Australien och Norge.
EFSA beslutade 2009-09-23 att skärpa det maximalt acceptabla dagliga intaget av kinolingult från 10 mg/kg till 0,5 mg/kg kroppsvikt per dag. Det har rapporterats att det kan orsaka hudutslag, urtikaria och snuva hos känsliga personer.
Färgtillsatsen kan också öka intaget av aluminium över det acceptabla intaget per vecka (TWI) på 1 mg/kg/vecka. Därför kan gränsen för aluminium eventuellt bli justerad för att inrymma detta. EFSA-panelen noterar också att JECFA-gränsen för bly är ≤ 2 mg/kg medan Europeiska kommissionen satt gränsen vid ≤ 10 mg/kg.
I Sverige och övriga EU måste livsmedel som innehåller kinolingult märkas med varningstexten "Kan ha en negativ effekt på barns beteende och koncentration". Kravet på märkning gäller dock inte lösgodis eller andra icke-förpackade livsmedel.